# Martin-Luther-Kirche (Mosigkau)

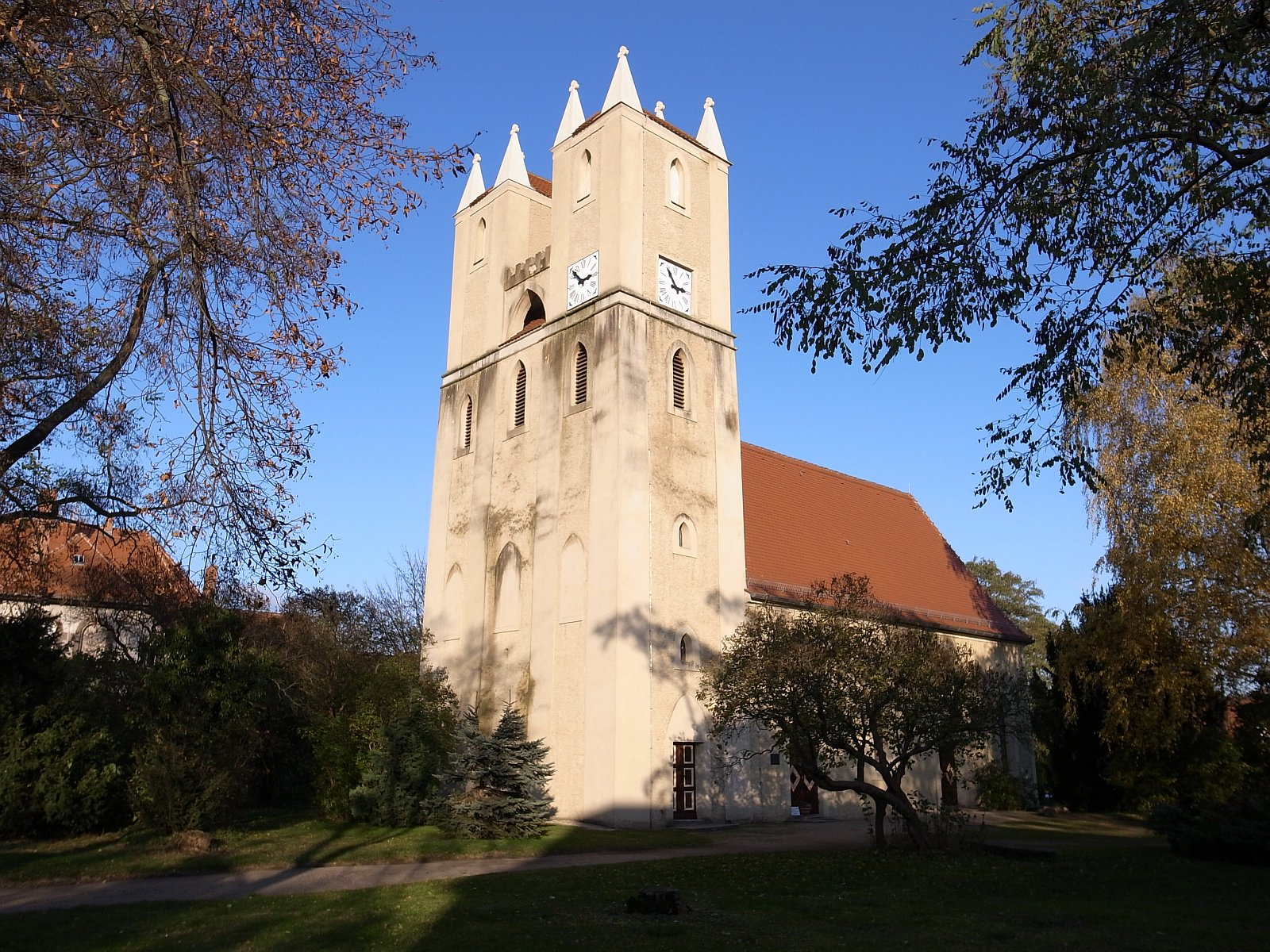
Mosigkau, Martin-Luther-Kirche

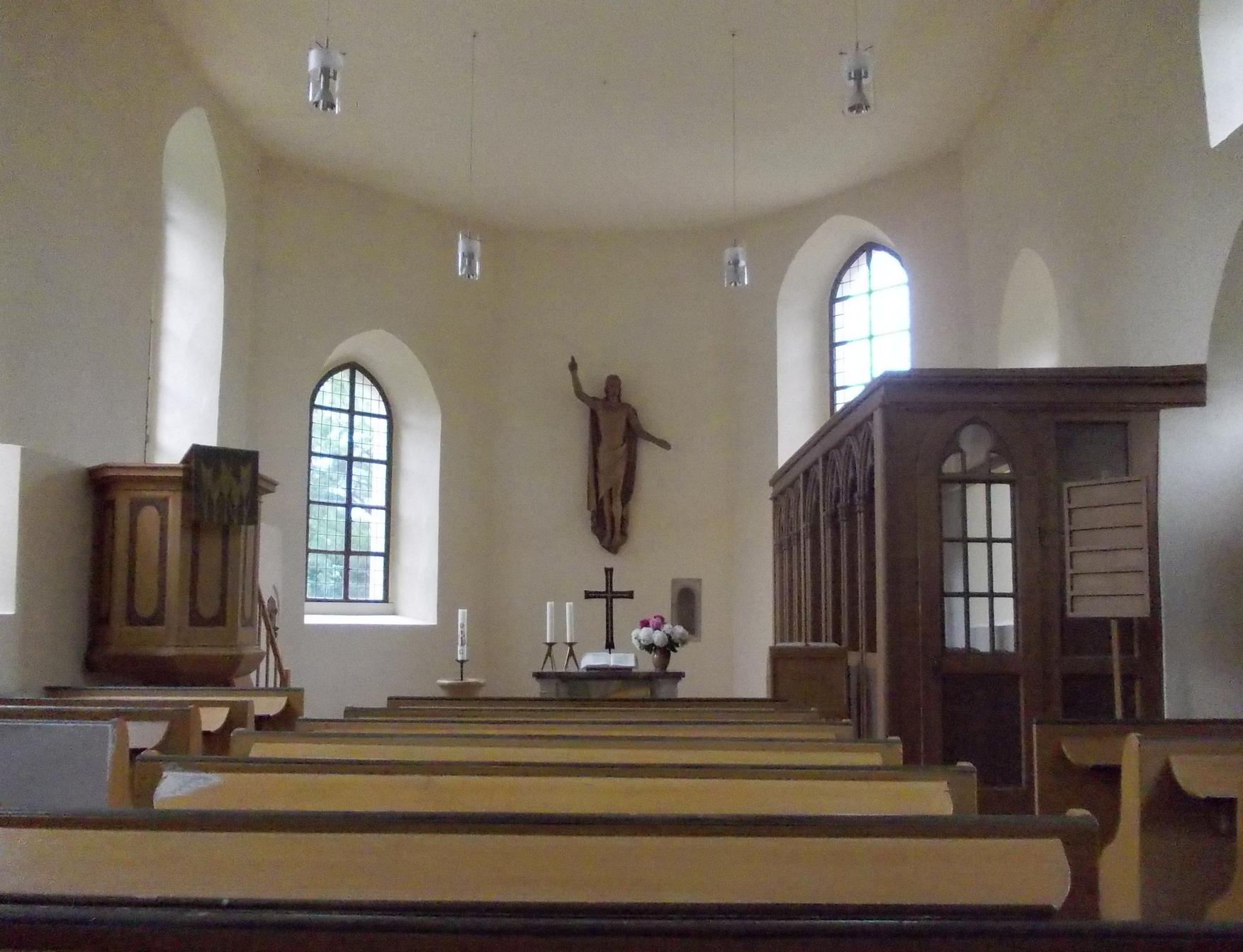
Innenansicht

Die Martin-Luther-Kirche ist eine 1283 erstmals erwähnte und unter Leopold III. Friedrich Franz stark erweiterte evangelische Kirche in Mosigkau.

## Geschichte
Am 5. Juni 1283 wurde die Kirche erstmals erwähnt. Um 1400 wurde das Schiff in Turmbreite erneuert. Die stärkere Nutzung durch die Damen des Hochadeligen Fräuleinstifts im Schloss Mosigkau erforderte 1780 eine Erweiterung. Der Architekt war Hofbaumeister Georg Christoph Hesekiel. Im Jahr 1967 wurde die Kirche in Martin-Luther-Kirche umbenannt. Von 1998 bis 2001 wurde die Kirche restauriert. Heute gehört sie zum UNESCO-Weltkulturerbe Dessau-Wörlitzer Gartenreich.

## Beschreibung
Der älteste Teil der Kirche ist ihr romanischer Turmunterbau aus Sandstein und Porphyrfindlingen, der während des historistischen Umbaus mit zwei Turmaufsätze nach dem Vorbild englischer Kathedralen versehen wurde. Den Abschluss der Türme bilden zwei Pyramidendächer, deren Bekrönung ein stilisiertes dreiblättriges Kleeblatt bildet. Die Kirche gehört zu den ersten deutschen neugotischen Kirchen. Der Grundriss der Kirche ist rechteckig mit einem Fünfachtelschluss im Osten. An der Südseite befinden sich zwei spitzbogige Portale, von denen das eine erst im dritten Viertel des 19. Jahrhunderts ergänzt wurde. Die Fenster am Schiff, das 18 × 7 Meter misst, wurden im 18. und 19. Jahrhundert spitzbogig vergrößert.
Zum Inventar gehören eine Orgel von Adolph Zuberbier aus dem Jahr 1828, ein Altar aus Sandstein und Porphyr, der 1844 entstand, sowie ein neugotischer Stiftstuhl. Die Kirche besitzt drei wertvolle Bronzeglocken, die im 13. Jahrhundert (100 Zentimeter hoch, 98 Zentimeter Durchmesser), 1462 (49 Zentimeter hoch, 45 Zentimeter Durchmesser) bzw. 1519 (116 Zentimeter hoch, 122 Zentimeter Durchmesser) geschaffen wurden.
Die Kirche steht als Baudenkmal unter Denkmalschutz und ist im Denkmalverzeichnis mit der Nummer 094 40962 erfasst.